# Relaciones República Checa-Uruguay
Las relaciones República Checa-Uruguay son las relaciones exteriores entre República Checa y Uruguay. Se establecieron relaciones diplomáticas entre ambas naciones en tiempos de la Checoslovaquia. También hay algunos inmigrantes checos en Uruguay.
La República Checa está acreditado a Uruguay desde su embajada en Buenos Aires, Argentina. Uruguay está acreditada en la República Checa desde su embajada en Viena, Austria.

## Acuerdos

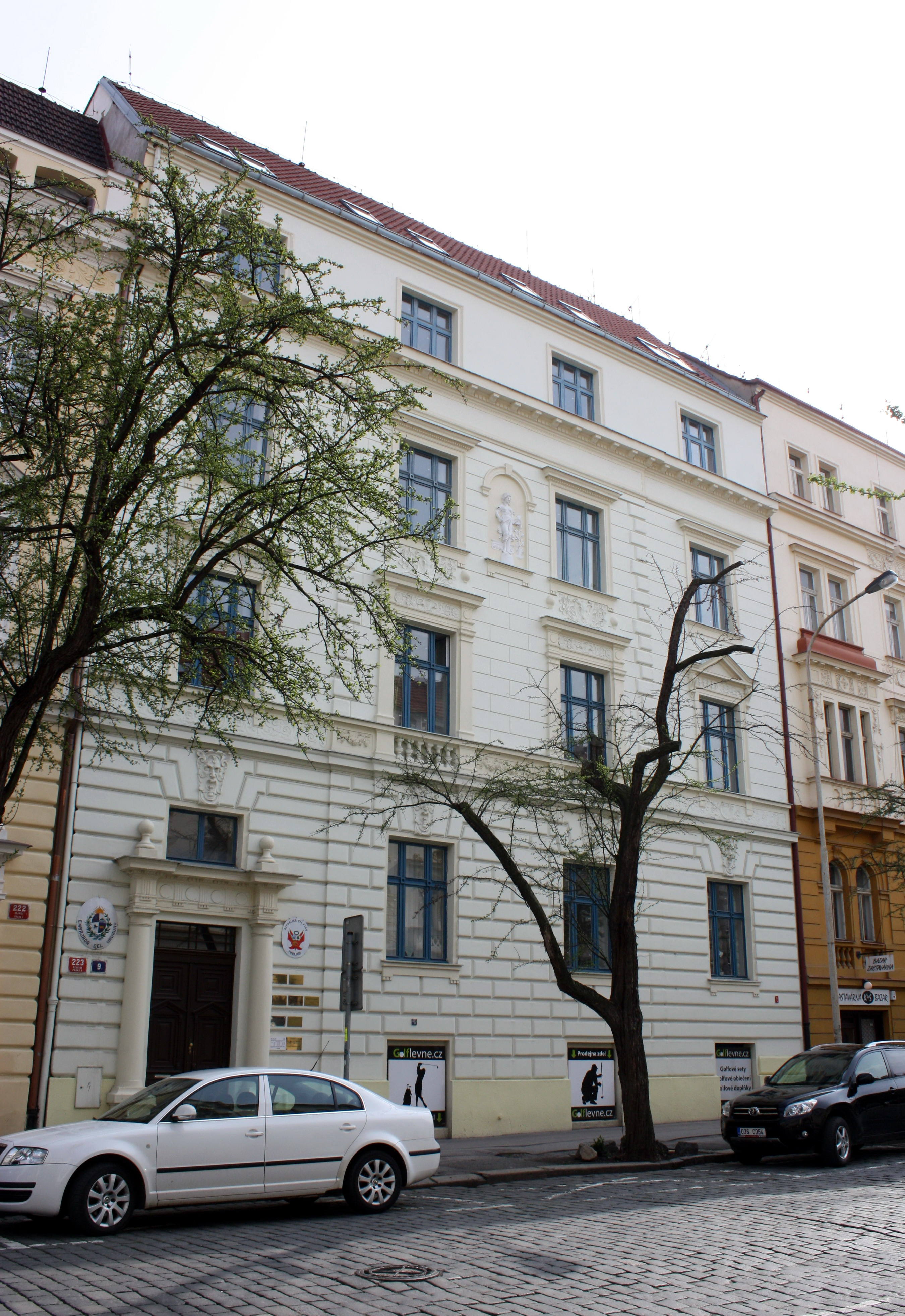
Antigua Embajada de Uruguay en Praga.

Hay una serie de acuerdos entre ambos países:
- Acuerdo para la promoción y protección de la inversión (1996)
- Acuerdo comercial (1996)